# Warren Frost
Warren Frost (ur. 5 czerwca 1925 w Newburyport, zm. 17 lutego 2017 w Middlebury) – amerykański aktor telewizyjny, teatralny i filmowy. Znany przede wszystkim z roli dr Williama Haywarda w popularnym serialu TV Miasteczko Twin Peaks (1990-91).
Ojciec Marka Frosta; pisarza, scenarzysty, producenta i reżysera.

## Filmografia
Filmy:
- Gra godowa (1959) jako sekretarz
- Rzeźnia nr 5 (1972) jako kierowca
- Psychoza IV: Początek (1990) jako dr Leo Richmond
- Niewygodny świadek (1991)
- Intruzi (1992) jako dr Holman
- Twin Peaks: Ogniu krocz ze mną (1992) jako dr William Hayward (sceny z Jego udziałem zostały ostatecznie usunięte)
- Zakonnica w przebraniu 2: Powrót do habitu (1993) jako osoba z archidiecezji

## Seriale TV
- Perry Mason (1957-66) jako technik (gościnnie, 1960)
- Prawnicy z Miasta Aniołów (1986-94) jako George Melten (gościnnie, 1990)
- Piękna i Bestia (1987-90) jako Paul Malloy (gościnnie, 1989)
- Zagubiony w czasie (1989-93) jako senator (gościnnie, 1989)
- Matlock (1986-95) jako Billy Lewis (w 18 odcinkach z lat 1991-95)
- Kroniki Seinfelda (1989-98) jako pan Ross (w 5 odcinkach)
- Miasteczko Twin Peaks (1990-91) jako dr William "Will" Hayward
- Grace w opałach (1993-98) jako mężczyzna w domu (gościnnie, 1995)
- Bastion (1994) jako George Richardson
- Ucieczka do raju (1994) jako Rex Palmer
- Morderstwo (1995-97) jako sędzia Neil Platner (gościnnie)